# Praleurocerus
Praleurocerus is een geslacht van vliesvleugeligen uit de familie Encyrtidae. De wetenschappelijke naam van dit geslacht is voor het eerst geldig gepubliceerd in 1974 door Agarwal.

## Soorten
Het geslacht Praleurocerus is monotypisch en omvat slechts de volgende soort:
- Praleurocerus viridis (Agarwal, 1966)